# Nicanor Albarellos
Nicanor Albarellos (Buenos Aires, 1810 - Buenos Aires, febrero de 1891) fue un médico, músico y docente argentino del siglo XIX.

## Biografía
Nació en Buenos Aires en 1810, hijo de Ruperto Albarellos y Isabel María de los Ángeles Pueyrredon Dogan, hermana de Juan Martín de Pueyrredón. Estudió medicina en París, donde se vinculó a Esteban Echeverría. Junto a él estudió guitarra con el maestro Ezequiel Blanes, y regresó a su país en 1826.
Se instaló en Olivos, cerca de Buenos Aires, donde se convirtió en centro de la vida social local, organizando y animando grandes fiestas y bailes. Aprendió a tocar la guitarra con maestría, aunque en principio desdeñó los ritmos populares del país. Emigró a Montevideo hacia 1840, y allí se casó con una hija del general Juan Antonio Lavalleja, Adelina Lavalleja.
Regresó a Buenos Aires en 1849, bajo la protección del doctor Lorenzo Torres, y se doctoró en medicina con una tesis sobre partos que le dio prestigio médico. Desde 1852 fue profesor en la Universidad de Buenos Aires y llegó a ser decano de la Facultad de Medicina.
Fue diputado nacional desde 1863 a 1870, indentificándose con el presidente Bartolomé Mitre, llegando a ser presidente de la Cámara.
Durante la guerra del Paraguay prestó servicios como cirujano militar en el frente de combate y en Corrientes. También fue uno de los primeros historiadores de la medicina en Buenos Aires.
Era un gran guitarrista, pero no ejercía profesionalmente. No obstante, hizo varias actuaciones en espectáculos a beneficio, siendo muy recordado. Fue uno de los primeros músicos de la alta sociedad en rescatar la música popular y campestre.
Una calle de la ciudad de Buenos Aires lleva el nombre Albarellos en homenaje a su labor.